# Wilma de Faria
Wilma Maria de Faria (née à Mossoró le 17 février 1945 et morte à Natal le 15 juin 2017) est une enseignante et une personnalité politique brésilienne.
Elle a été première dame de Rio Grande do Norte, députée fédérale lors de l'assemblée constituante de 1988, première femme maire de Natal et première gouverneure de l'État de Rio Grande do Norte. Affiliée au Parti socialiste brésilien pendant plus de 20 ans, elle a adhéré au Parti travailliste du Brésil la dernière année de sa vie.
Elle a passé un Master en éducation de l'université fédérale du Rio Grande do Norte (pt), où elle a par ailleurs enseigné.

## Vie personnelle
Wilma de Faria a épousé en premières noces Lavoisier Lavoisier Maia Sobrinho (pt), un médecin obstétricien et homme politique brésilien qui a exercé les fonctions de gouverneur du Rio Grande de Norte de 1979 à 1982, et par la suite de sénateur, de député d'état et de député fédéral. De leur union sont nés 4 enfants dont Márcia Maia (pt) qui a également eu des fonctions électives au niveau de l'état, avant de devenir présidente-directrice d'une société d'économie mixte (l'Agence de développement du Rio Grande do Norte). En secondes noces, après son divorce, Wilma de Faria a épousé Hérbat Spencer Batista Meira, dont elle a eu deux fils.

## Carrière politique

### Première Dame du Rio Grande do Norte
Wilma de Faria a commencé sa vie publique en 1979 lorsqu'elle est devenue première dame du Rio Grande do Norte. En 1979, au Mexique, elle participe à un séminaire international sur le problème de la population en Amérique latine.

### Députée fédéral
En 1983, Wilma de Faria a repris le Secrétariat du travail et de la prévoyance sociale sous le premier gouvernement de José Agripino Maia, poste dont elle a démissionné en 1985 lorsque, affiliée au PDS, elle a participé à sa première élection municipale pour conquérir sans succès la mairie de Natal. En 1986, elle est élue députée fédérale et siège à l'assemblée constituante de 1988 (en). Elle est la directrice du publication du rapport rédigé en 1993, édité par le Sénat fédéral, relatant l'ensemble des documents de référence rédigés sur ou pour les travaux de cette assemblée.

### Maire de Natal
En 1988, Wilma est affiliée au PDT et remporte l'élection à la mairie de Natal. Elle devient la première femme à occuper ce poste. En 1996, elle se présente à nouveau à la mairie du Natal avec le soutien de José Agripino Maia et remporte à nouveau l'élection.

### Gouverneure du Rio Grande do Norte

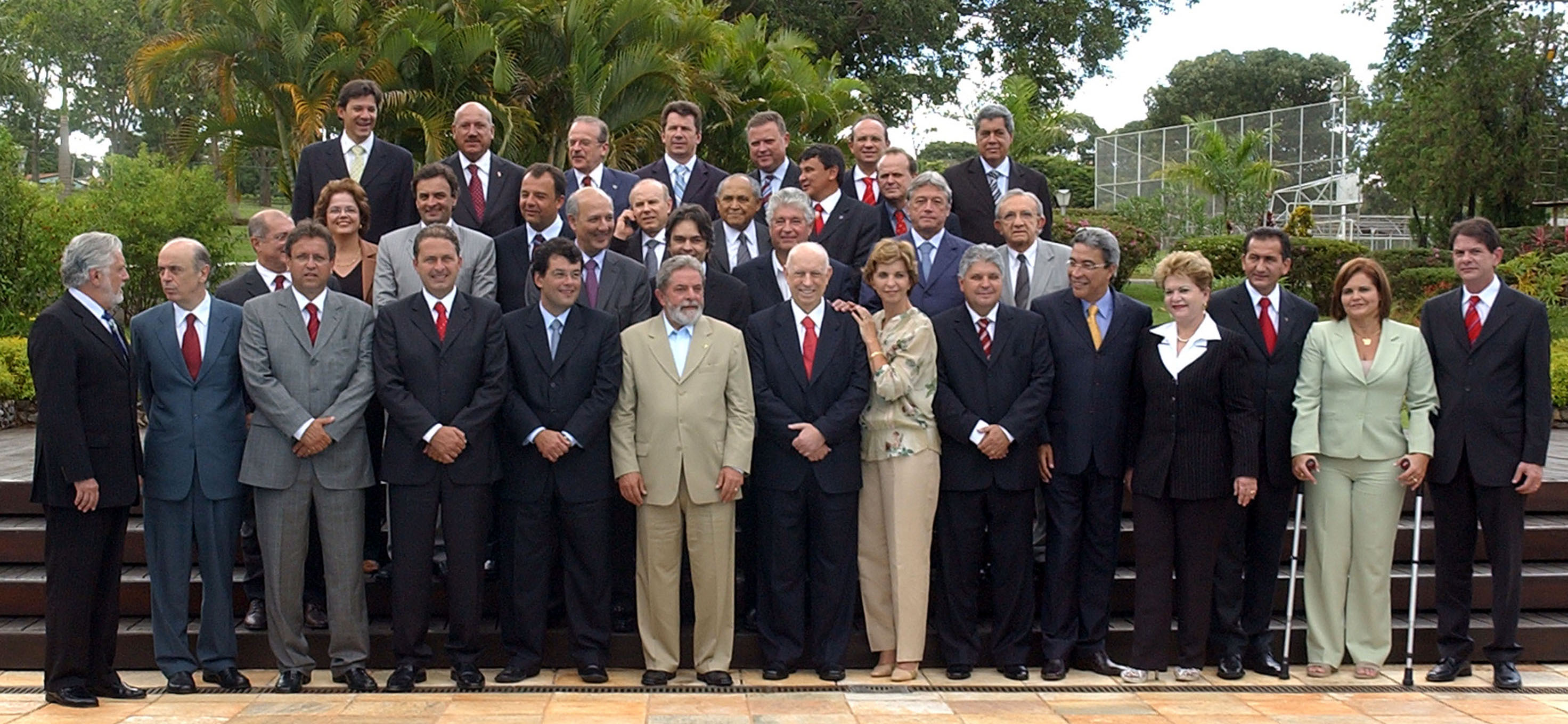
Wilma de Faria (quatrième à partir de la droite) rencontre le président de l'époque Luiz Inácio Lula da Silva, le vice-président de l'époque José Alencar et 26 autres gouverneurs le 6 mars 2007.

En 1999, elle rompt politiquement avec José Agripino Maia et reçoit, en 2000, le soutien du gouverneur de l'époque, Garibaldi Alves Filho, lors de sa réélection à la mairie de Natal. En avril 2002, elle démissionne de ses fonctions municipales pour se consacrer à la campagne gouvernorale. Elle est élue avec 820 541 votes, ce qui correspond à 61.05 % des suffrages exprimés.
En 2006, elle est décorée de l'ordre du Mérite militaire et elle se présente en vue de sa réélection en tant que gouverneur, avec son colistier, Iberê Ferreira. Elle l'emporte au second tour avec 824 101 voix, soit 52,38 % des suffrages exprimés.
En 2008, dans le cadre de l'opération Hígia de la police fédérale, un de ses fils Lauro Maia Neto, est arrêté, avec d'autres membres du gouvernement. Ils sont soupçonnés d'avoir détourné 36 millions de réaux,.

### Candidature au Sénat en 2010

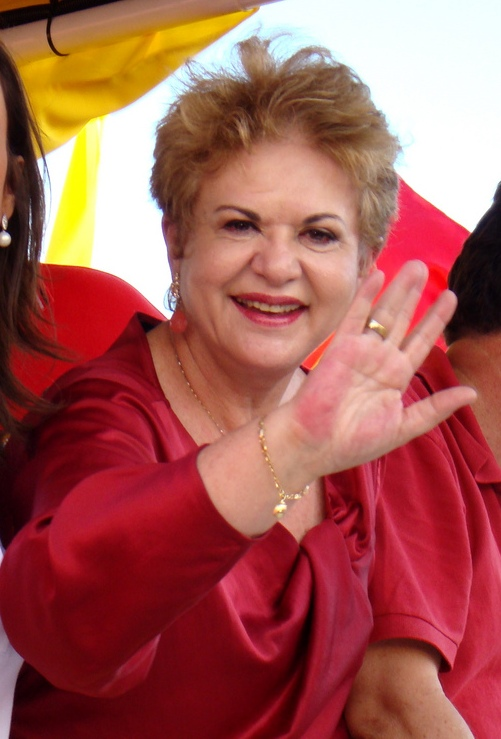
Wilma de Faria dans la course au Sénat en 2010.

Fin mars 2010, Wilma de Faria décide de démissionner du gouvernement du Rio Grande do Norte et se présente comme sénatrice aux élections générales du 3 octobre 2010.
Elle est classée 3e aux élections de 2010 pour le poste de sénateur fédéral avec 651 358 voix (21,89% des suffrages).

### Adjointe au Maire de Natal
Lors de l'élection municipale de Natal en 2012, Wilma de Faria est désignée comme l'une des principales candidates à la mairie de Natal, par le PSB. En mai de cette année-là, cependant, elle retire sa candidature pour soutenir le représentant du Parti Démocratique travailliste (PDT) Carlos Eduardo Alves. En contrepartie de ce retrait, elle obtiendrait le poste de première adjointe, en cas d'élection de la tête de liste du PDT. Ainsi, Wilma a été élue 1re adjointe au maire de la ville.

### Candidature au Sénat 2014
En 2014, elle a tenté de se présenter au Sénat avec le soutien de poids lourds politiques locaux, mais elle n'arrive qu'à la deuxième place avec 636 896 (43,23 %) des voix, perdant face à la députée fédérale du PT de l'époque, Fátima Bezerra, qui obtient 808 055 (54,84 %) des voix.

### Conseillère municipale de Natale
En 2016, l'ancienne gouverneure a quitté le PSB après avoir perdu la présidence de l'État au profit du député fédéral Rafael Motta et décide de rejoindre le PTdoB, un parti présidé par le député d'État Carlos Augusto Maia. Elle a été élue avec 4 421 voix sur la liste commune PTdoB / PSDB qui était dirigé par sa fille Márcia Maia.
Wilma a pris ses fonctions de conseillère municipale le 1er janvier 2017. Le 18 avril de la même année, elle prend un congé temporaire pour raisons médicales, remplacée par le suppléant Dickson Júnior, du PSDB.

## Décès
Wilma de Faria est décédée le 15 juin 2017, à l'âge de 72 ans, des suites d'une défaillance multiviscérale. Elle luttait  contre un cancer du système digestif, diagnostiqué deux ans plus tôt. Ses obsèques ont été célébrées à la cathédrale de Natal. Elle repose au cimetière de Morada da Paz. Elle reçoit le prix Bertha-Lutz en 2018, à titre posthume.